# Amorphophallus paucisectus
Amorphophallus paucisectus är en kallaväxtart som beskrevs av Cornelis Rugier Willem Karel van Alderwerelt van Rosenburgh. Amorphophallus paucisectus ingår i släktet Amorphophallus och familjen kallaväxter. Inga underarter finns listade.